# Krasnosłobodsk (obwód wołgogradzki)
Krasnosłobodsk (ros. Краснослободск) – miasto w Rosji w obwodzie wołgogradzkim.
Od 1938 było to osiedle typu miejskiego, prawa miejskie otrzymało w 1955. Miasto rejonowego podporządkowania (sriednieachtubinskij rejon obwodu wołgogradzkiego). Do 1955 nazywało się Krasnaja Słoboda. Położone na lewym brzegu Wołgi naprzeciwko Wołgogradu, 5 km od stacji kolejowej Wołgograd-I.